# Connie Nielsen
Connie Inge-Lise Nielsen (născută la 3 iulie 1965) este o actriță daneză. Actrița a avut primul său rol important într-un film de limbă engleză jucând în rolul Christabella Andreoli în filmul Avocatul diavolului (în original, The Devil's Advocate} jucănd alături de Al Pacino, Charlize Theron și Keanu Reeves.
Ulterior, interpretând rolul fiicei împăratului Marcus Aurelius în filmul Gladiatorul, realizat de Ridley Scott, Nielsen a avut o recunoaștere internațională a talentului său. Ulterior, actrița daneză, stabilită deja în Statele Unite, a mai interpretat roluri în diferite filme, așa cum au fost Misiune pe Marte (conform, Mission to Mars în 2000), Fotografie la minut (conform, One Hour Photo în 2002), De bază sau Fundamental (conform, Basic în 2003), Cei vânați (conform, The Hunted în 2003) și Recolta de gheață (conform, en:The Ice Harvest în 2005). Mai recent, între 2011 și 2012, Nielsen a interpretat personajul Meredith Kane, din serialul de televiziune Șeful (conform Boss al canalului Starz.

## Biografie

### Viață timpurie
Născută în municipalitatea și orașul Frederikshavn din Danemarca, Connie este fiica lui Bent Nielsen, un șofer de autobuz, și a unei funcționare de asigurări, care era o actriță amatoare, dar și un critic ocazional de evenimente muzicale. Viitoarea actriță și-a petrecut copilăria într-un sat numit Elling.

## Carieră artistică
Și-a început carerea artistică în Danemarca, interpretând împreună cu mama sa pe scene locale de varieteu. La 18 ani, s-a mutat la Paris, unde a practicat ca actriță și fotomodel. Ulterior s-a mutat în Italia unde a studiat actoria la o școală dramatică din Roma și apoi cu maestra Lydia Styx, pedagog artistic al Piccolo Teatro di Milano din Milano. Actrița a lucrat și locuit mulți ani în Italia, înainte de mutarea sa în Statele Unite.
Filmul de debut al actriței a fost un film pe care Jerry Lewis l-a turnat în Franța, filmul de limbă franceză en:Par Où T'es Rentré? On T'a Pas Vu Sortir în 1984, urmat de un rol într-un mini-serial italian intitulat  Colletti Bianchi în 1988. Ulterior, actrița a mai apărut în filmul italian Vacanze di Natale '91 (în 1991) și în filmul francez Le Paradis Absolument (în 1993).

## Viață personală
Între 2004 și 2012, Connie Nielsen a avut o relație de durată cu bateristul Lars Ulrich al formației Metallica. Cei doi au un fiu împreună, Bryce Thadeus Ulrich-Nielsen, născut pe 21 mai 2007 în San Francisco. Actrița are un alt fiu, Sebastian (născut pe 2 iunie 1990), dintr-o altă relație.
Nielsen vorbește mai multe limbi, daneza, engleza, franceza, germana, italiana, norvegiana și suedeza.

## Filmografie
|      | Film                                     | Rol                   |
| ---- | ---------------------------------------- | --------------------- |
| 1984 | Par Où T'es Rentré? On T'a Pas Vu Sortir | Eva                   |
| 1991 | Vacanze di Natale '91                    | Brunilde/Vanessa      |
| 1993 | Voyage                                   | Ronnie Freeland       |
| 1994 | Le paradis absolument                    | Sarah                 |
| 1997 | The Devil's Advocate                     | Christabella Andreoli |
| 1998 | Permanent Midnight                       | Dagmar                |
| 1998 | Rushmore                                 | Mrs. Calloway         |
| 1998 | Soldier                                  | Sandra                |
| 2000 | Dark Summer                              | Megan Denright        |
| 2000 | Mission to Mars                          | Terri Fisher          |
| 2000 | Gladiator                                | Lucilla               |
| 2002 | One Hour Photo                           | Nina Yorkin           |
| 2002 | Demonlover                               | Diane de Monx         |
| 2003 | The Hunted                               | Abby Durrell          |
| 2003 | Basic                                    | Osborne               |
| 2004 | Brødre                                   | Sarah                 |
| 2004 | Return to Sender                         | Charlotte Cory        |
| 2005 | The Great Raid                           | Margaret Utinsky      |
| 2005 | The Ice Harvest                          | Renata Crest          |
| 2006 | The Situation                            | Anna Molyneux         |
| 2007 | Battle in Seattle                        | Jean                  |
| 2008 | Danny Fricke                             | Danny Fricke          |
| 2009 | A Shine of Rainbows                      | Maire                 |
| 2010 | Mellem linierne                          | Cora                  |
| 2010 | Tonight at Noon                          | Laura                 |
| 2011 | Perfect Sense                            | Jenny                 |
| 2013 | Nymphomaniac                             | Joe's Mother          |
| 2014 | 3 Days to Kill                           | Christine Renner      |
| 2014 | Return to Zero                           | Dr. Claire Holden     |
| 2015 | The Runner                               |                       |

| An      | Show                              | Rol                    |
| ------- | --------------------------------- | ---------------------- |
| 2006    | Law & Order: Special Victims Unit | Detectiv Dani Beck     |
| 2011–12 | Boss                              | Meredith Rutledge Kane |
| 2014    | The Following                     | Lily Gray              |